# Korno
Cet article possède des paronymes, voir Corneau et Cornot.
Korno (en allemand : Korn) est une commune du district de Beroun, dans la région de Bohême-Centrale, en République tchèque. Sa population s'élevait à 124 habitants en 2020.

## Géographie
Korno se trouve à 7 km au sud-est de Beroun et à 28 km au sud-ouest du centre de Prague.
La commune est limitée par Tetín et Srbsko au nord, par Karlštejn à l'est, par Liteň au sud, et par Měňany au sud et à l'ouest.

## Histoire
La première mention écrite de la localité date de 1360.